# Centrolabrus
Centrolabrus Günther, 1861 è un genere di pesci di acqua salata appartenenti alla  famiglia Labridae. Provengono dall'oceano Atlantico e dal mar Mediterraneo.

## Descrizione
Presentano un corpo compresso lateralmente, non molto allungato né particolarmente alto; la colorazione non è sgargiante come in molti altri labridi. I denti sono conici e disposti in una sola serie.

## Riproduzione
Come le specie del genere Symphodus, i maschi delle specie di Crenilabrus fanno la guardia alle uova fino alla schiusa.

## Tassonomia
Questo genere fu creato da Albert Günther durante la sua revisione dei generi della famiglia Labridae. Nel 2020 comprende soltanto due specie:
- Centrolabrus exoletus (Linnaeus, 1758)
- Centrolabrus melanocercus (Risso, 1810)

Due specie ora appartenenti al genere Symphodus, S. caeruleus e S. trutta, erano precedentemente considerate parte del genere Centrolabrus.

## Conservazione
Tutte e due le specie sono classificate come "a rischio minimo" (LC) dalla lista rossa IUCN perché non sono minacciate da particolari pericoli.